# Le Nouveau Candide
Pour les articles homonymes, voir Candide (homonymie).
Le Nouveau Candide est un journal hebdomadaire gaulliste français publié entre 1961 et 1967.

## Historique
Un hebdomadaire nommé Le Nouveau Candide est lancé en mai 1961 par la FEP (France Édition Publications), société appartenant à la librairie Hachette et qui était dirigée par Pierre Lazareff. Il compte Jean Dutourd, André Frossard, Paul Gordeaux, Renaud Matignon, Gilles Perrault, Victor Franco et Jean-François Steiner parmi ses collaborateurs, et a eu comme dessinateurs à ses débuts Bosc, Jacques Faizant et Sempé.
Son ambition est d'offrir à un lectorat d'inspiration libérale un contrepoids gaulliste à L'Express. D'abord publié en format tabloïd bicolore, il passe au printemps 1966 à la formule news magazine sous couverture couleur.
Il cesse sa parution le 30 décembre 1967.